# Setodes hungaricus
Setodes hungaricus là một loài Trichoptera trong họ Leptoceridae. Chúng phân bố ở miền Cổ bắc.